# Gary Hinton
Gary Hinton est un boxeur américain né le 29 août 1956 à Darby, Pennsylvanie.

## Carrière
Passé professionnel en 1978, il devient champion des États-Unis des poids super-légers en 1984 puis champion du monde IBF de la catégorie le 26 avril 1986 en battant aux points Reyes Antonio Cruz. Hinton perd sa ceinture dès le combat suivant par KO au 10e round contre Joe Manley le 30 octobre 1986 et met un terme à sa carrière en 1989 sur un bilan de 29 victoires, 5 défaites et 2 matchs nuls.